# Svárov (Stráž nad Nisou)

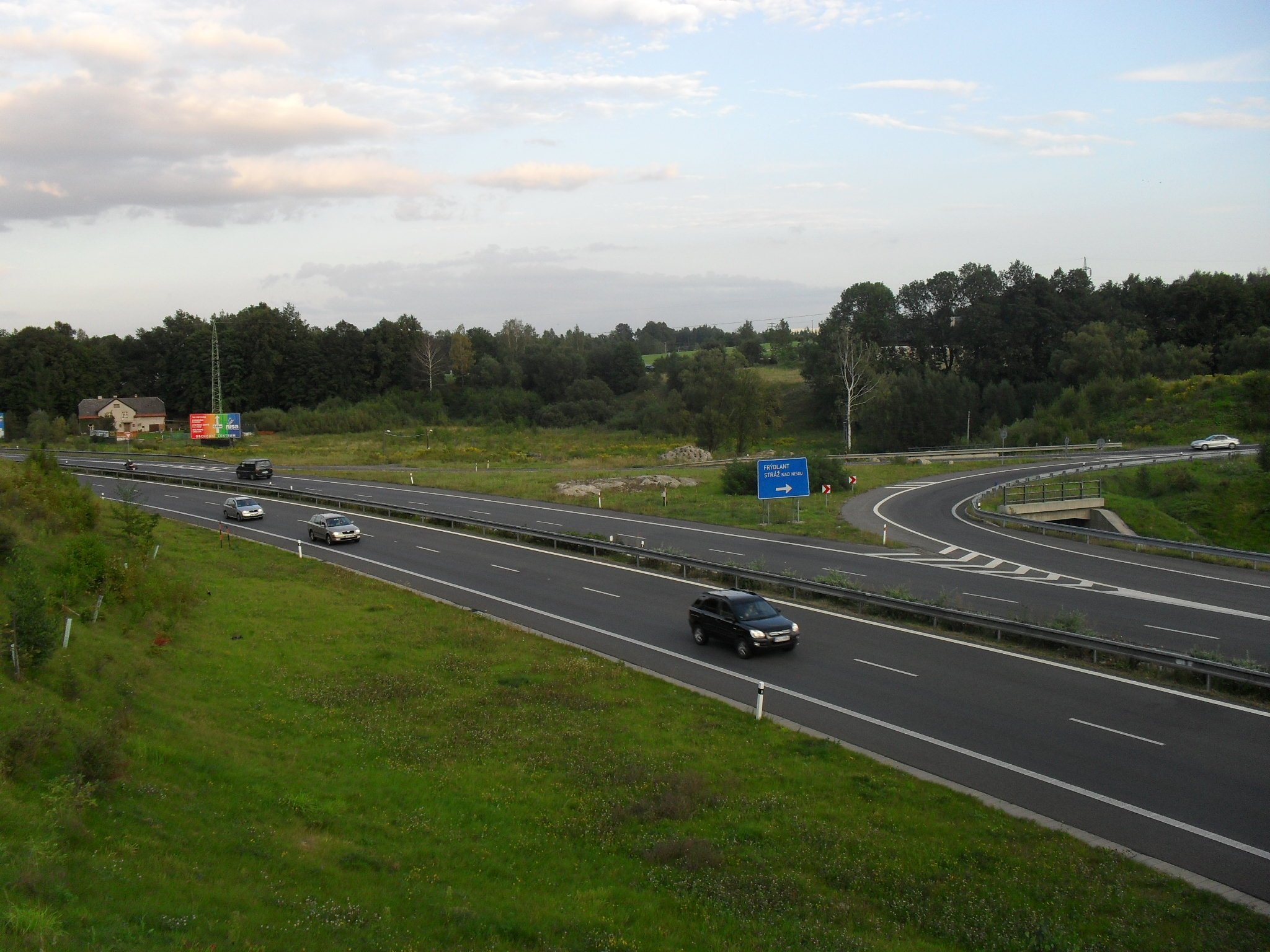
Straßenabzweig nach Frýdlant

Svárov (deutsch Schwarau) ist ein Ortsteil der Gemeinde Stráž nad Nisou in Tschechien. Er liegt vier Kilometer nordwestlich des Stadtzentrums von Liberec und gehört zum Okres Liberec.

## Geographie
Svárov liegt am Fuße des Isergebirges am rechten Ufer der Lausitzer Neiße. Nördlich erhebt sich der U Lomu (461 m), im Nordosten der Novoveský vrch (Neudörfler Berg, 511 m), östlich die Dolina (Habendorfer Berg, 408 m) sowie im Westen die Ovčí hora (Schafberg, 496 m). Am südlichen Ortsrand verläuft die Fernverkehrsstraße I/35 zwischen Liberec und Chrastava entlang der Neiße, von der in Svárov die Fernverkehrsstraße I/13 nach Frýdlant abzweigt.
Nachbarorte sind Víska, Nová Víska und Amerika im Norden, Bělidlo und Krásná Studánka im Nordosten, Stráž nad Nisou im Osten, Růžodol I im Südosten, Ostašov und Horní Suchá im Süden, Karlov pod Ještědem im Südwesten, Machnín im Westen sowie Bedřichovka im Nordwesten.

## Geschichte
Die erste schriftliche Erwähnung von Svárov erfolgte im Jahre 1444. Der am südlichen Rand des Neundorfer Forstes an der Neiße gelegene Ort blieb ein kleines Dorf, dessen Bewohner von der Forstarbeit, der Fischerei und der Landwirtschaft lebten. Seit dem Beginn des 19. Jahrhunderts arbeitete ein Teil der Bewohner in den Fabriken von Alt-Habendorf und Neu-Habendorf.
Im Jahre 1832 bestand Schworau, auch als Schwore bezeichnet, aus 21 Häusern mit 160 deutschsprachigen Einwohnern. Im Ort gab es eine Tuchwalke. Gepfarrt war das Dorf zur Filialkirche der hl. Katharina in Alt-Habendorf. Bis zur Mitte des 19. Jahrhunderts blieb Schwarau der Allodialherrschaft Reichenberg untertänig.
Nach der Aufhebung der Patrimonialherrschaften bildete Schwarau ab 1850 einen Ortsteil der Gemeinde Alt-Habendorf / Starý Habendorf im Bunzlauer Kreis und Gerichtsbezirk Reichenberg. Ab 1868 gehörte das Dorf zum Bezirk Reichenberg. Seit den 1870er Jahren wurde auch der tschechische Ortsname Švarov verwendet. Ab 1890 löste sich Schwarau von Alt-Habendorf los und bildete eine eigene Gemeinde. Der heutige tschechische Name Svárov wurde 1924 eingeführt. Im Jahre 1927 hatte das Dorf 272 deutschsprachige Einwohner, 1930 lebten in Schwarau 275 Personen. Nach dem Münchner Abkommen erfolgte 1938 die Angliederung an das Deutsche Reich; bis 1945 gehörte Schwarau zum Landkreis Reichenberg. Im Jahre 1939 hatte die Gemeinde 230 Einwohner. Nach dem Ende des Zweiten Weltkrieges kam Svárov zur Tschechoslowakei zurück. In den Jahren 1946 und 1947 wurden die meisten deutschböhmischen Bewohner vertrieben. Zwischen 1948 und 1960 gehörte das Dorf zum Okres Liberec-okolí, danach kam es wieder zum Okres Liberec zurück. 1961 wurde Svárov nach Stráž nad Nisou eingemeindet. Am 30. April 1976 erfolgte die Eingemeindung nach Liberec, wo es den Stadtteil Liberec XXVII-Svárov bildete. Seit dem 1. September 1990 gehört Svárov als Ortsteil zu Stráž nad Nisou. 1991 hatte Svárov 63 Einwohner. Im Jahre 2001 bestand das Dorf aus 16 Wohnhäusern, in denen 56 Menschen lebten. Insgesamt besteht der Ort aus 25 Häusern.

## Verkehr
Seit dem Ausbau der nordwestlichen Ausfallstraße von Liberec zur Fernstraße nach Nový Bor ist Svárov durch die Straße von der Neiße abgetrennt. Im Zuge des weiteren Ausbaus der Europastraße 442 wurde 2006 in Svárov an der Kreuzung mit der Ortsverbindungsstraße von Stráž nad Nisou nach Machnín ein Autobahnkreuz mit zwei Brücken und einem Kreisverkehr errichtet. Der ursprünglich für September 2011 vorgesehene Anschluss der Ortsumfahrung von Krásná Studánka, Staré Pavlovice und Nové Pavlovice der Straße I/13 zwischen Liberec und Frýdlant verzögerte sich wegen Problemen mit Energieversorgungsleitungen. Es gibt Pläne zur Errichtung einer Anbindungsstraße vom Svárover Kreuz nach Südwesten über die Neiße nach Růžodol I in das Industriegebiet Liberec Sever.

## Ortsgliederung
Der Ortsteil Svárov bildet den Katastralbezirk  Svárov u Liberce.